# Senningerberg
Senningerberg (en luxemburguès: Sennengerbierg) és un poble de la comuna de Niederanven del districte de Luxemburg al cantó de Luxemburg. Està a uns 8,1 km de distància de la Ciutat de Luxemburg.

## Història
El nom de la localitat Senningerberg s'esmenta per primera vegada el 1842 en el registre original del terreny. Senningerberg va tenir el seu primer ressorgiment gràcies a la posada en servei de la línia fèrria de via estreta Luxemburg-Echternach el 1904. Prop de l'estació, construïda en la localitat de Senningen, van sorgir diversos bars, per la qual cosa Senningerberg es va convertir en un lloc d'excursió de la població de la ciutat de Luxemburg.